# برونو زوکولینی
برونو زوکولینی (انگلیسی: Bruno Zuculini؛ زادهٔ ۲ آوریل ۱۹۹۳) بازیکن فوتبال اهل آرژانتین است.
از باشگاه‌هایی که در آن بازی کرده‌است می‌توان به باشگاه فوتبال ریور پلاته، باشگاه فوتبال منچستر سیتی، باشگاه فوتبال میدلزبرو، باشگاه فوتبال هلاس ورونا، باشگاه فوتبال آ. ا. ک آتن، باشگاه فوتبال کوردوبا، باشگاه فوتبال والنسیا، باشگاه فوتبال رایو وایکانو، و باشگاه فوتبال راسینگ کلوب آویاندا اشاره کرد.
وی همچنین در تیم ملی فوتبال آرژانتین بازی کرده‌است.